# Кус (Німеччина)
Кус (нім. Kuhs) — громада в Німеччині, розташована в землі Мекленбург-Передня Померанія. Входить до складу району Росток. Складова частина об'єднання громад Гюстров-Ланд.
Площа — 13,74 км2. Населення становить 318 ос. (станом на 31 грудня 2020).